# ایماکانه، هوکایدو
ایماکانه، هوکایدو (به لاتین: Imakane, Hokkaido) یک منطقهٔ مسکونی در ژاپن است که در هوکایدو واقع شده‌است. ایماکانه  ۶٬۲۵۸ نفر جمعیت دارد.